# NGC 5461
NGC 5461 је део галаксије (на пример сјајан HII регион) у сазвежђу Велики медвед која се налази на NGC листи објеката дубоког неба.
Деклинација објекта је + 54° 19' 5" а ректасцензија 14h 3m 41,5s. Привидна величина (магнитуда) објекта NGC 5461 износи 5,6.